# Verbandsgemeinde Adenau
Verbandsgemeinde Adenau – gmina związkowa w Niemczech, w kraju związkowym Nadrenia-Palatynat, w powiecie Ahrweiler. Siedziba gminy związkowej znajduje się w mieście Adenau.

## Podział administracyjny
Gmina związkowa zrzesza 37 gmin, w tym jedną gminę miejską (Stadt) oraz 36 pozostałych gmin:
1. Adenau
2. Antweiler
3. Aremberg
4. Barweiler
5. Bauler
6. Dankerath
7. Dorsel
8. Dümpelfeld
9. Eichenbach
10. Fuchshofen
11. Harscheid
12. Herschbroich
13. Hoffeld
14. Honerath
15. Hümmel
16. Insul
17. Kaltenborn
18. Kottenborn
19. Leimbach
20. Meuspath
21. Müllenbach
22. Müsch
23. Nürburg
24. Ohlenhard
25. Pomster
26. Quiddelbach
27. Reifferscheid
28. Rodder
29. Schuld
30. Senscheid
31. Sierscheid
32. Trierscheid
33. Wershofen
34. Wiesemscheid
35. Wimbach
36. Winnerath
37. Wirft